# Philotes sonorensis
Pour l’article homonyme, voir Philotès.
Genre
Espèce
Philotes sonorensis est une espèce de lépidoptères (papillons) de la famille des Lycaenidae, l'unique représentante du genre monotypique Philotes.
Elle est endémique de Californie et de Basse-Californie.

## Description
Il est uniformément bleu argenté les ailes antérieurs tachées de rouge pour les deux sexe.